# Apataelurus
Apataelurus — вимерлий рід гієнодонтових ссавців. Скам'янілості знайдено в таких країнах: Китай, США (Каліфорнія, Юта). Описано такі види: Apataelurus kayi, Apataelurus pishigouensis.